# Yann Barbitch
Yann Barbitch, né le 5 mai 1973 à Marseille, est un joueur, entraîneur et dirigeant français de basket-ball. Il joue au poste d'arrière.

## Biographie
Il a été président du Syndicat national des basketteurs de 2006 à 2008. Il a fait partie du comité directeur de la LNB.
Il est le père de Milan Barbitch et de Thelma Barbitch, qui jouent également tous deux au basket-ball.
Yann Barbitch est directeur sportif de l'équipe de France de 2014 à décembre 2023. Il est aussi general manager adjoint de l'équipe de 2021 à 2023. Il est remplacé à ce poste par Frédéric Sarre.

## Clubs
- 1990-1993 :  Olympique d'Antibes Juan-les-Pins (espoirs)
- 1993-1995 :  Yellow Jackets de Georgia Tech (NCAA)
- 1995-1997 :  Ramblers de Loyola (NCAA)
- 1997-1998 :  Olympique d'Antibes Juan-les-Pins (Pro A)
- 1998-1999 :  Optima Gent (championnat de Belgique)
- 1999-2000 :  Chorale Roanne Basket (Pro B)
- 2000-2002 :  Olympique d'Antibes Juan-les-Pins (Pro A)
- 2002-2004 :  Saint-Quentin Basket-Ball (Pro B)
- 2004-2005 :  ALM Évreux Basket (Pro B)
- 2005-2007 :  Azuréa Club Golfe-Juan-Vallauris (NM1 puis NM2)
- 2009-2015 :  La Domrémy Basket 13 (Paris - Honneur - Promo-excellence)
- 2018-2020 :  Basket Paris 14 (Paris - Dirigeant et entraîneur des U11 Filles)

## Sélection nationale
- Médaille d'or au Euro - 18 ans 1992